# Masaru Emoto
Masaru Emoto (Japans: 江本勝, Emoto Masaru) (Yokohama, 22 juli 1943 – Tokio, 17 oktober 2014) was een Japans onderzoeker die vooral bekend is door zijn omstreden onderzoek naar het vermeende geheugeneffect van water en energetische eigenschappen ervan.

## Opleiding
Emoto studeerde af aan de Universiteit van Yokohama met cursussen in internationale betrekkingen. In 1986 richtte hij in Tokio de IHM Corporation op. In 1992 ontving hij het certificaat van Doctor van de Open International University for Alternative Medicine in Calcutta. Hij verdiepte zich in het concept van microcluster water en de Magnetic Resonance Analysis-technologie. Hij was tevens voorzitter van de International Water for Life Foundation. Hij kreeg enige bekendheid door de film What the Bleep Do We Know!? (2004).

## Activiteiten
Emoto deed onderzoek naar water en hij laat, door middel van speciale technieken (bijvoorbeeld in een zeer koude omgeving), foto's maken van ijskristallen, gebruik makend van water dat uit verschillende bronnen komt en dat aan verschillende omstandigheden wordt blootgesteld, zoals geluiden (muziek, spraak) en beelden (geschreven tekst, afbeeldingen). Hij concludeerde uit deze foto's dat deze externe effecten invloed hebben op de energetische structuur van water en zorgen voor het helende effect dat water heeft op de mens.

## Scepsis
Het werk van Emoto roept bij veel partijen scepsis op. Zo noemde Rob Nanninga en Gerrie Croonen van Stichting Skepsis hem een "pseudowetenschapper". Hij was zich daarvan bewust en poogde dit ook te weerleggen in zijn lezingen en boeken. Emoto beweerde bijvoorbeeld dat ijskristallen mooiere vormen hebben die ook meer symmetrisch zijn wanneer het water waaruit ze gevormd worden is blootgesteld aan esthetisch "mooie" dingen (vriendelijke woorden, zachte muziek, afbeeldingen van mooie landschappen) dan wanneer het wordt blootgesteld aan esthetisch "lelijke" dingen (gescheld, dissonante muziek, natuurgeweld). Zijn bewijsvoering werd ter discussie gesteld omdat de wetenschappers het erover eens zijn dat er nooit twee ijskristallen exact gelijk zullen zijn, en het onderzoek daardoor nooit reproduceerbaar is.
Emoto's respons hierop was dat hij tijdens zijn onderzoeken probeerde omstandigheden zoveel als wetenschappelijk mogelijk identiek te maken of houden voor alle experimenten om ongewenste invloed van buitenaf te voorkomen.

### Onderzoek
Het IONS (Institute of Noetic Sciences) heeft, onder leiding van Dean Radin, een onderzoek uitgevoerd in de vorm van een dubbelblinde studie, om de correctheid van enkele van Emoto's bevindingen na te gaan. Het onderzoek was positief voor Emoto, maar Emoto was ook medeauteur van het artikel. De publicatie over dit onderzoek voldoet niet aan wetenschappelijke normen omdat het geen peer-reviewed artikel betreft.